# ロシアン・トイ・テリア

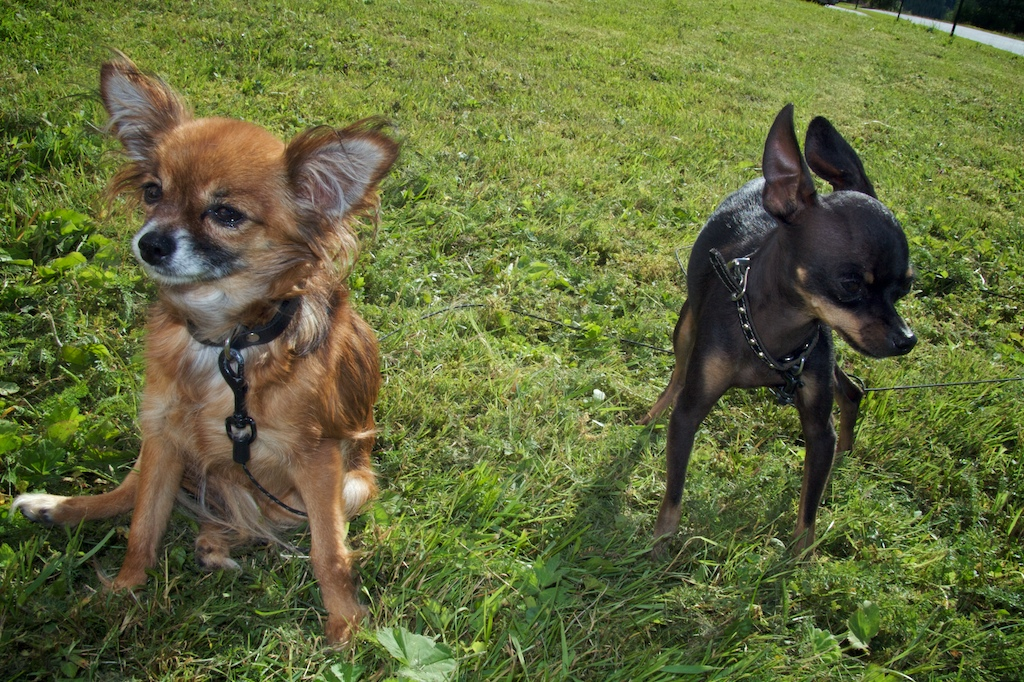
ロングヘアとショートヘア

ロシアン・トイ・テリア（英: Russian Toy Terrier）は、ロシアのモスクワ原産の愛玩犬種のひとつである。別名はルスキー・トイ（英: Russky Toy）、モスコビアン・ミニチュア・テリア（英: Mosvolian Minature Terrirer）など。

## 歴史

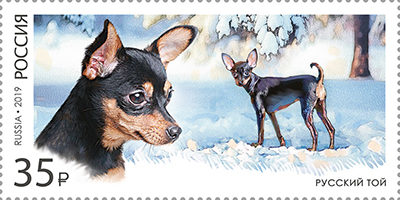
ロシアの切手

19世紀から20世紀の間の期間にイギリスからイングリッシュ・トイ・テリアという犬種が輸入され、ソ連の貴族に人気を博した。これと中国のチャイニーズ・クレステッド・ドッグのパウダーパフタイプの犬を掛け合わせて出来た犬種も本種とは何らかの関係があるといわれている。
後にイングリッシュ・トイ・テリアは裕福な市民階級の人にも飼育されるようになったが、後に起こった戦争の影響により頭数は大幅に減少してしまった。これに加えてイギリスからのイングリッシュ・トイ・テリアの輸入が禁止されてしまったため、ロシアでは完全に人気が廃れてしまった。
しかし完全に愛好者がいなくなったわけではなく、1950年代に入ると生き残っていたイングリッシュ・トイ・テリアを元に新たなオリジナルの犬種を作出することが考案・計画された。作出にはパピヨンやミニチュア・ピンシャー、ロング種とスムース種の両方のチワワがもちいられている。1964年にロシアでドッグショーにデビュー、1966年には公式なスタンダードが発表され、犬種として仮公認されるまでに至った。しかし、1970年代になると人気は薄れ、希少化してあまり目立たない存在になってしまった。
1990年代から愛好家が集い、更なるブリードの強化と知名度の向上活動を行ったことにより、近年は知名度と人気は世界的に急上昇している。旧ソ連の衛星国にも輸出され、年々頭数を増やしている。とはいえまだ頭数は少なく、多くはロシアで飼育されている。
日本ではまだあまり知られていない犬種だが、2009年に初輸入が行われ、2010年度の国内登録頭数順位にランクインした（順位は134位中108位）。比較的飼育のしやすい犬種であるため、今後日本でも頭数が増えて人気が出るのではないかといわれている。

## 特徴
華奢な体つきをした犬種である。短めの先細りのマズルを持ち、頭部の形はアップルヘッド。チワワと比べると頭部は小さめで、目のサイズは普通である。脚は細く長い。
コートは2つのタイプがあり、それぞれ容姿と性格は大幅に異なっている。コートタイプのひとつは長めでしなやかな毛のロングコートタイプで、大まかな容姿は大人びたロングコート・チワワに似る。毛色はレッドやフォーン、チョコ・アンド・タンなど。耳は飾り毛のある大きな立ち耳、尾は細く先細りで飾り毛がある垂れ尾。性格は穏やかでやさしく、落ち着きがあり知的である。

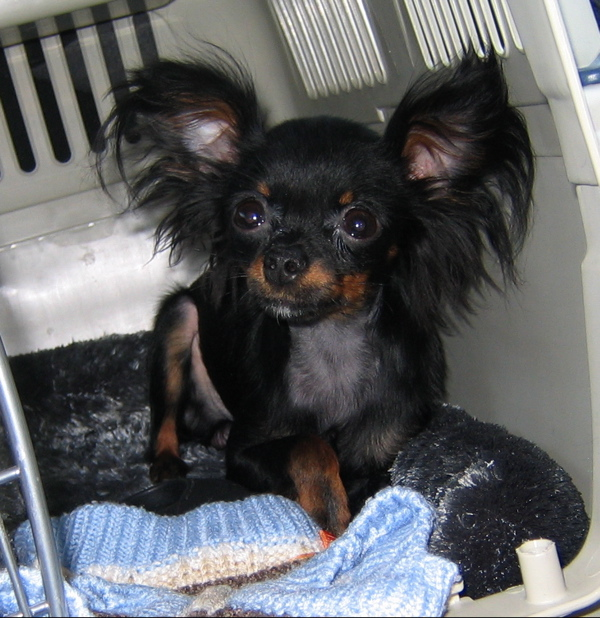
ロングコートのブラク・アンド・タン
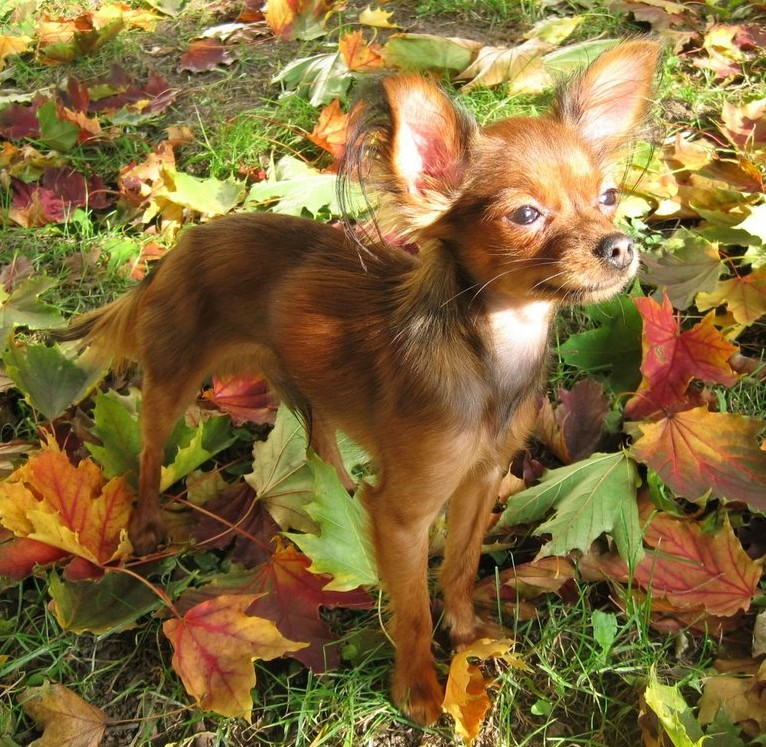
ロングコートのレッド
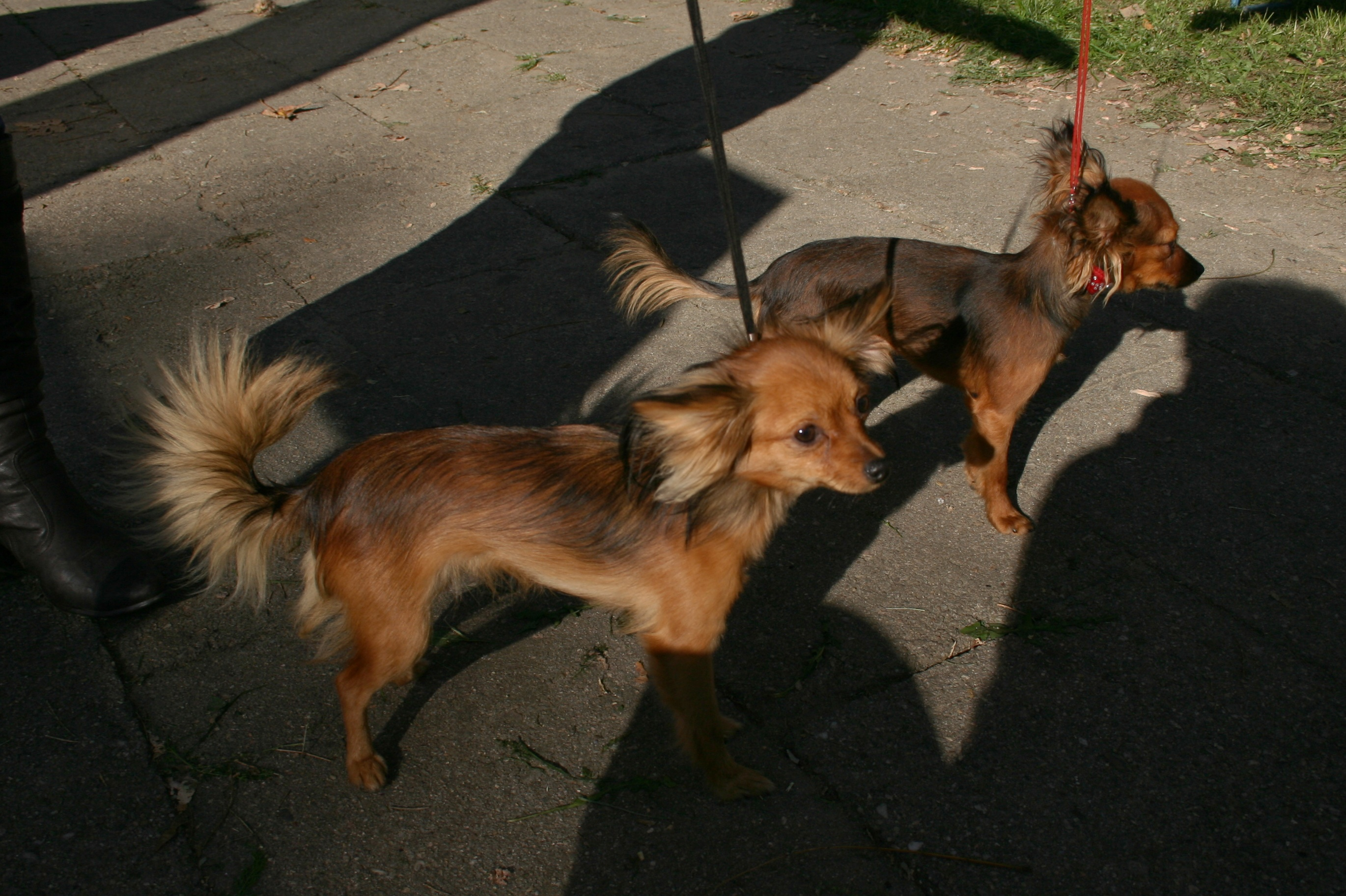
ロングコートのセーブル
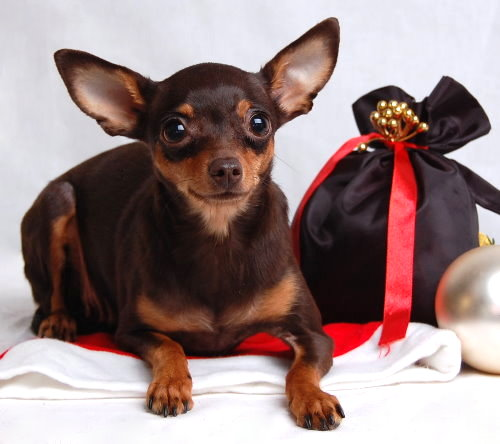
ショートコートのチョコ・アンド・タン

もうひとつのコートタイプはショートコートタイプ（スムースコートタイプ）で、こちらはミニチュア・ピンシャーに似る。さらりとしたスムースコートを持っていて、毛色はブラク・アンド・タンやチョコ・アンド・タン、レッド、フォーンなどさまざまである。こちらも耳は大きな立ち耳、尾は先細りの垂れ尾だが、飾り毛はない。又、尾は短めに断尾される。性格は活発で家族に対し友好的だが、気が強く見知らぬ人には吠え立てる傾向にある。ショートコートタイプのこの性質はテリア・キャラクターという、テリア犬特有の気性に近い。
このように両タイプは性格や容姿に大差があるため、別犬種として扱ったほうが適切なのではないかとする意見も根強い。しかし、FCIは特にこれといった動きは見せていない。ちなみに、世界的にも圧倒的にロングコートのほうが人気が高いが、ロシアではロングコートタイプを愛玩犬、ショートコートタイプを実用犬として飼うのが適切であるという考え方も存在していて、ショートコートタイプだけが特別に毛嫌いされているわけではない。
体高20〜26 cm、体重1.3〜2.7 kgの小型犬で、しつけの飲み込みや状況判断力などは突出していない。体が小さく運動量も少なめであるため、都心部での飼育も可能である。